# Oued Seguen
Oued Seguen là một đô thị thuộc tỉnh Mila, Algérie. Dân số thời điểm năm 2002 là 11.792 người.